# Moxie Marlinspike
Matthew Rosenfeld, conhecido como Moxie Marlinspike, é um empreendedor americano atuante na área de segurança da informação, em especial criptografia. Marlinspike é o criador do Signal, co-fundador da Signal Foundation, e CEO da Signal Messenger. É co-autor do Signal Protocol utilizado pelo Signal, WhatsApp, Facebook Messenger, e Skype.
Marlinspike foi head de segurança do Twitter e autor de uma proposta de um sistema de autenticação SLL chamado Convergence. Anteriormente ele mantinha um serviço para quebra de senhas WPA (baseado em nuvem) e um serviço direcionado ao anonimato chamado GoogleSharing.
Moxie deixou o Twitter em 2013 para criar o Open Whisper Systems, grupo de programação para continuação do desenvolvimento do TextSecure e RedPhone, predecessores do Signal.
Em 2016, a revista Fortune elencou Marlinspike em sua lista 40 under 40 por fundar a Open Whisper Systems e "ser responsável pela criptografia da comunicação de mais de um bilhão de pessoas ao redor do mundo". A revista Wired nomeou Marlinspike para sua Next List 2016 como um dos "25 gênios criando o futuro dos negócios".
Em 2017, Marlinspike e Trevor Perrin foram premiados com o Prêmio Levchin pela criação do Signal Protocol.

## Biografia
Nascido na Georgia, Marlinspike se mudou para São Francisco no final dos anos 90, com a idade de 18 anos.
Ele trabalhou para diversas empresas de tecnologia, incluindo a empresa especializada em infraestrutura de softwares empresarias BEA Systems Inc. Em 2004 Marlinspike comprou um veleiro abandonado e, com três amigos, o reformou e navegou pelas Bahamas enquanto fazia um "video zine" sobre sua jornada chamado Hold Fast.